# Cascade van Jerevan
De Cascade van Jerevan (Armeens: Կասկադ) is een cascade in het district Kentron van de Armeense hoofdstad Jerevan. 

## Omschrijving
Het monument is een gigantische trap gemaakt van kalksteen die het centrum van Ketron verbindt met de wijk van de monumenten. Het werd ontworpen door de architecten Jim Torosyan, Aslan Mkhitaryan en Sargis Gurzadyan. Het complex heeft 572 trappen, een breedte van 50 meter en een hoogte van 302 meter met het monumentterras op 450 meter hoogte.
In de cascade, onder de buitentrap, bevinden zich zeven roltrappen die over de gehele lengte van het complex opstijgen. Er zijn ook expositiehallen verbonden met enkele van de platforms langs de roltrappen die samen het Kunstmuseum Cafesjian vormen.
De buitenkant van de cascade heeft meerdere verdiepingen versierd met fonteinen en modernistische sculpturen uit de Cafesjian-collectie. De trap biedt wandelaars een onbelemmerd uitzicht op het centrum van Jerevan en de berg Ararat. Aan de voet van de cascade is een tuin met binnenplaats met standbeelden van hedendaagse beeldhouwers zoals Fernando Botero.
Er zijn een aantal cafés en restaurants aan beide kanten van de cascade. en in de lente, zomer en vroege herfst vinden er in de cascade  vaak klassieke en jazzconcerten plaats.

## Geschiedenis
Het complex was oorspronkelijk een idee van de architect Alexander Tamanian in de jaren 1920. De architect Jim Torosyan pikte het idee terug op in de jaren 1970. Torosyan's ontwerp omvat Tamansans oorspronkelijke plan aangevuld met nieuwe ideeën, waaronder een monumentale buitentrap, een lange binnenas met een reeks roltrappen en een ingewikkeld netwerk van zalen, binnenplaatsen en buitentuinen verfraaid met talrijke beeldhouwwerken met referenties naar de rijke geschiedenis en het culturele erfgoed van Armenië. De bouw van de cascade begon begin jaren 1980 tijdens het Sovjettijdperk. De bouw werd gestopt wegens de aardbeving in 1988 en na de onafhankelijkheid van Armenië in 1991 bleef de rest onafgewerkt. Het complex werd begin jaren 2000 overgedragen aan de  Amerikaans-Armeense magnaat en verzamelaar Gerard Cafesjian, die begon aan een grondige renovatie. De tweede bouwfase begon in 2002 en duurde tot 2009. Op 17 november 2009 werden de cascade en het museum officieel geopend.

## Fotogalerij

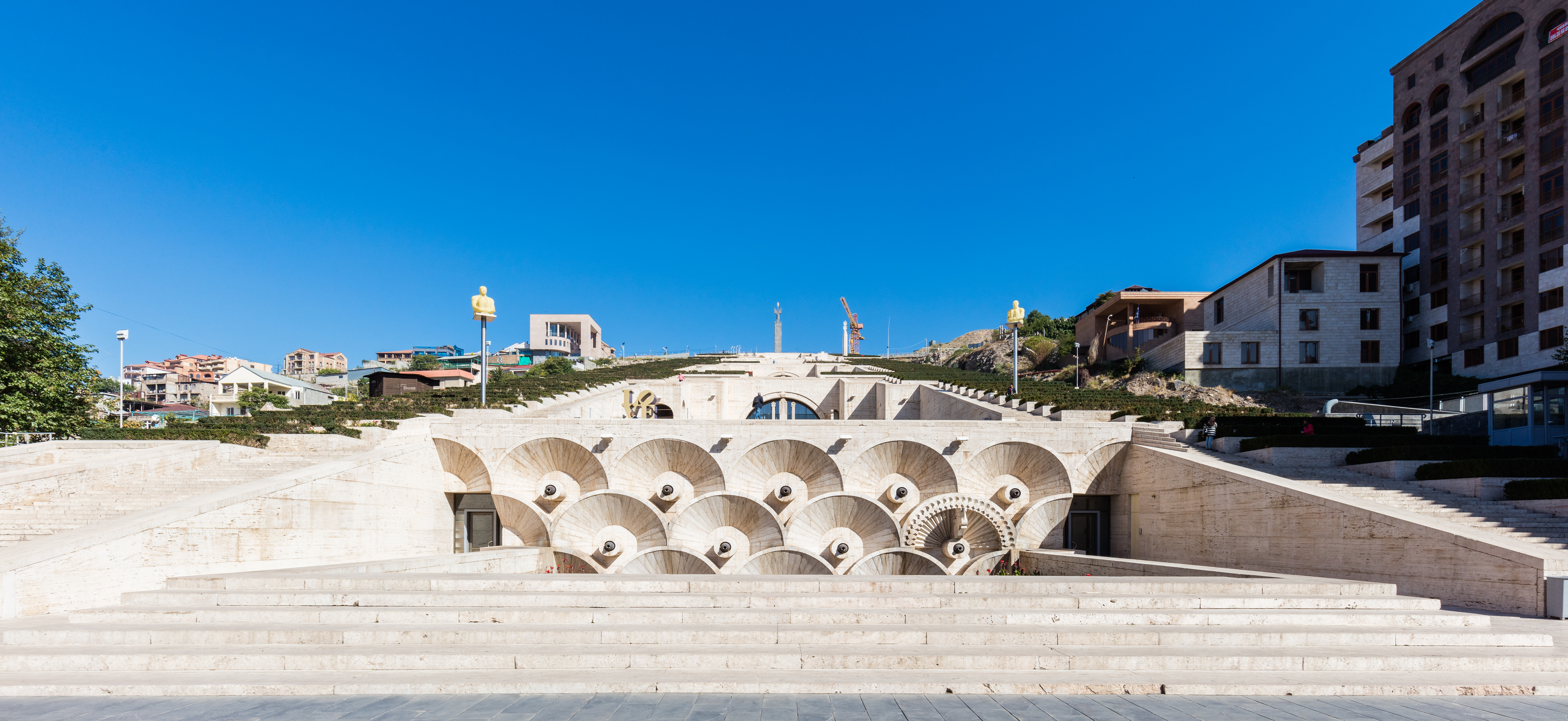
Eerste verdiep
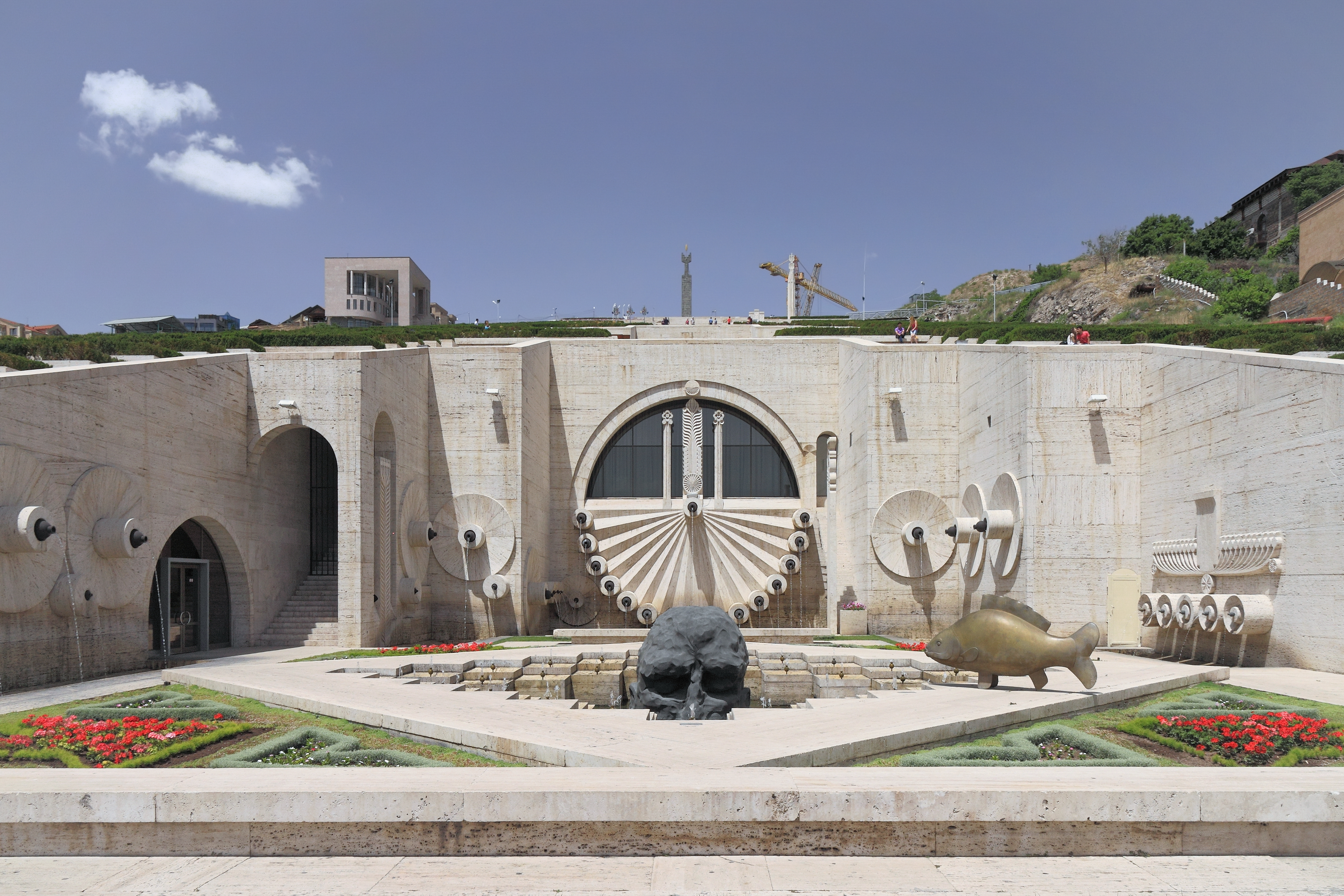
Tweede verdiep
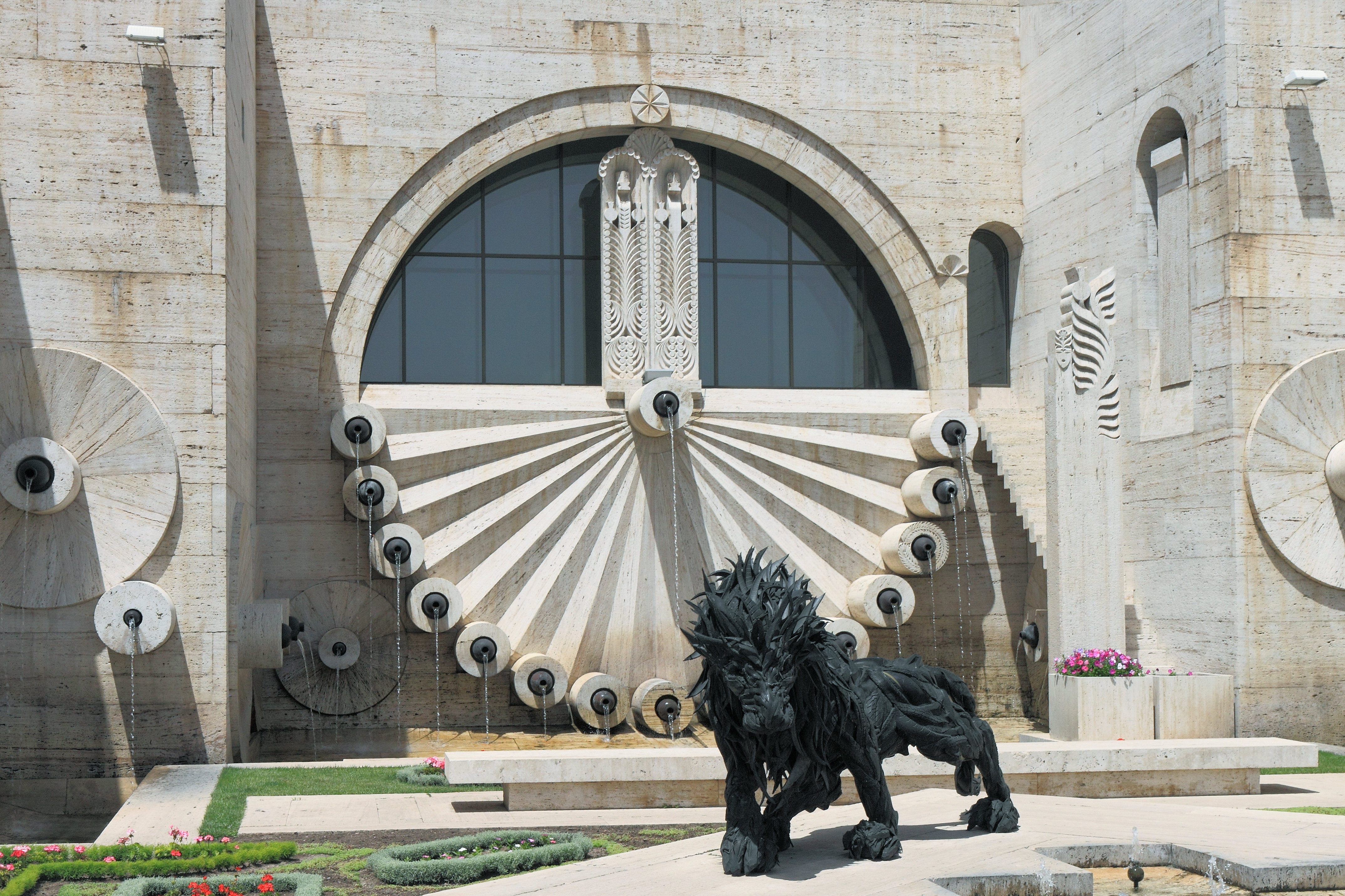
Derde verdiep
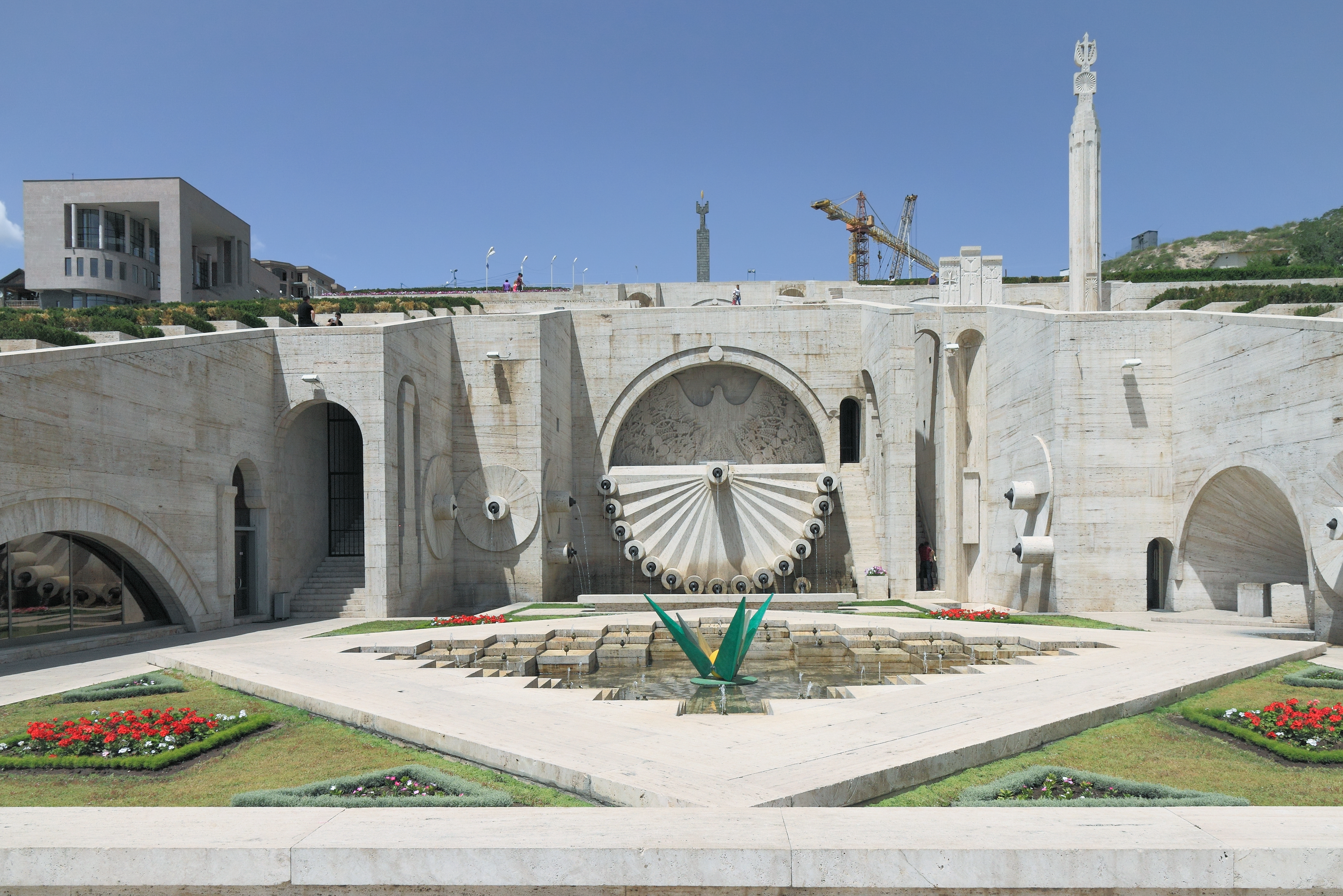
Vierde verdiep
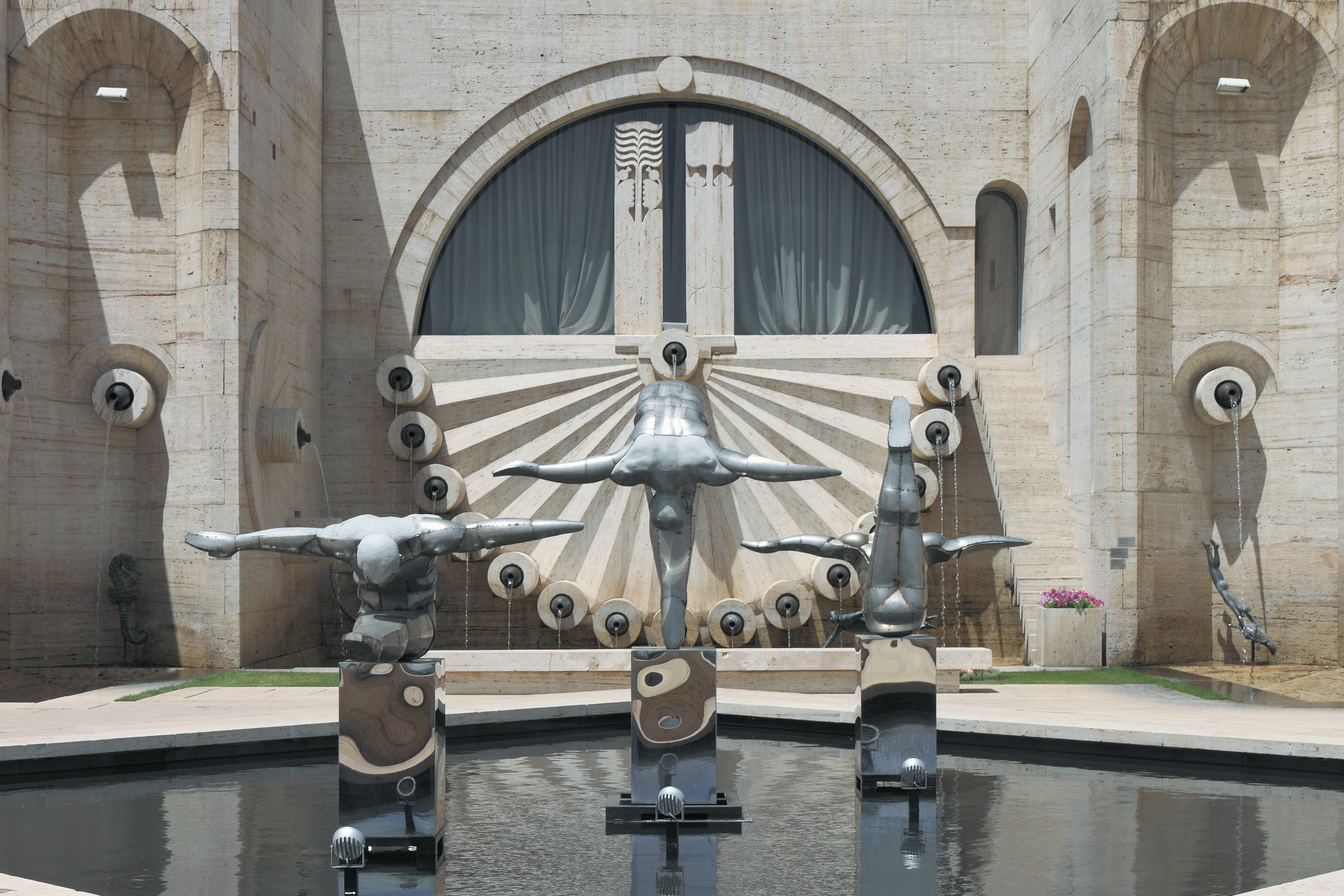
Vijfde verdiep: "Divers" van David Martin
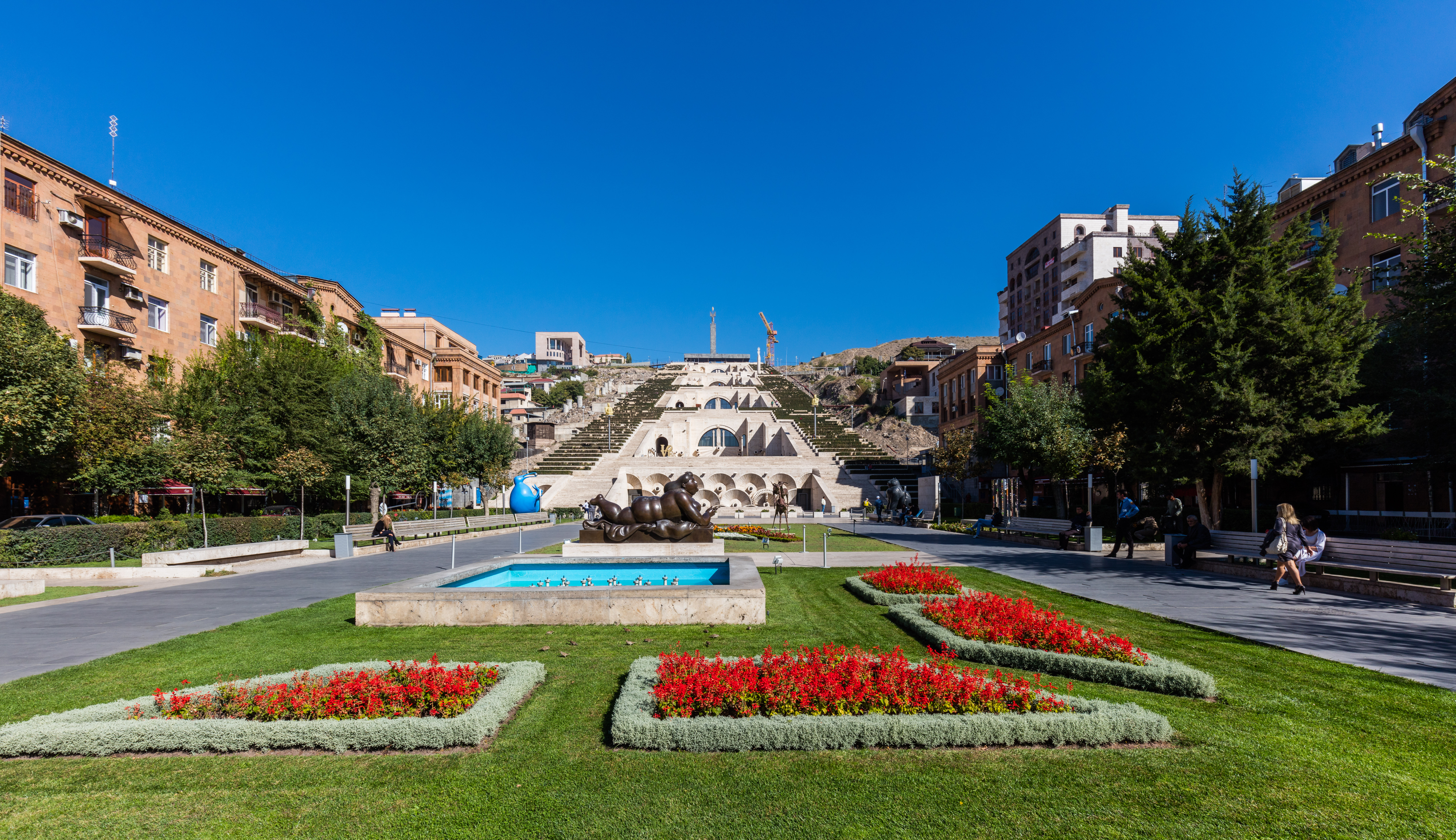
Cascade en park
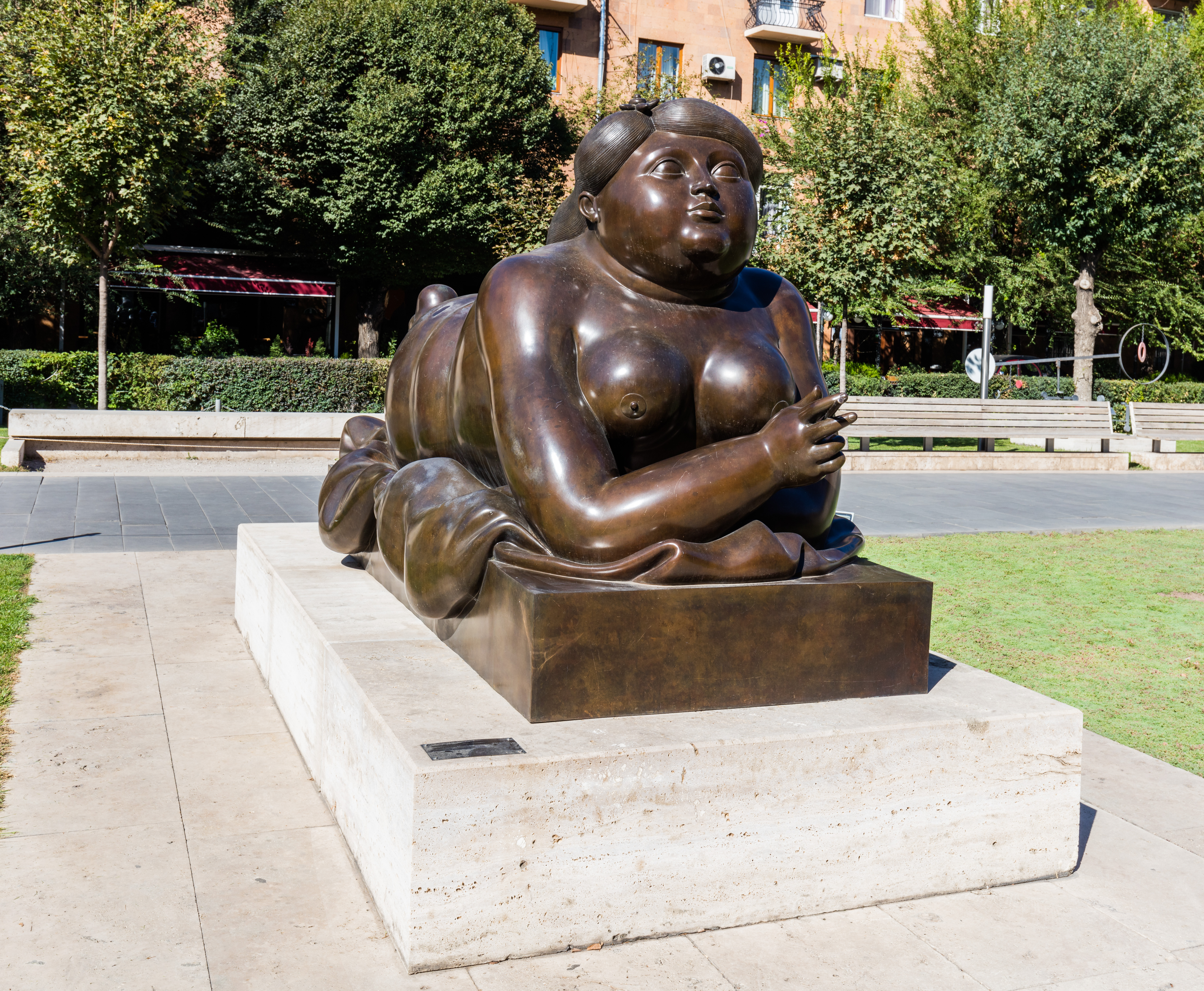
"Mujer Fumando un Cigarrillo" van Fernando Botero
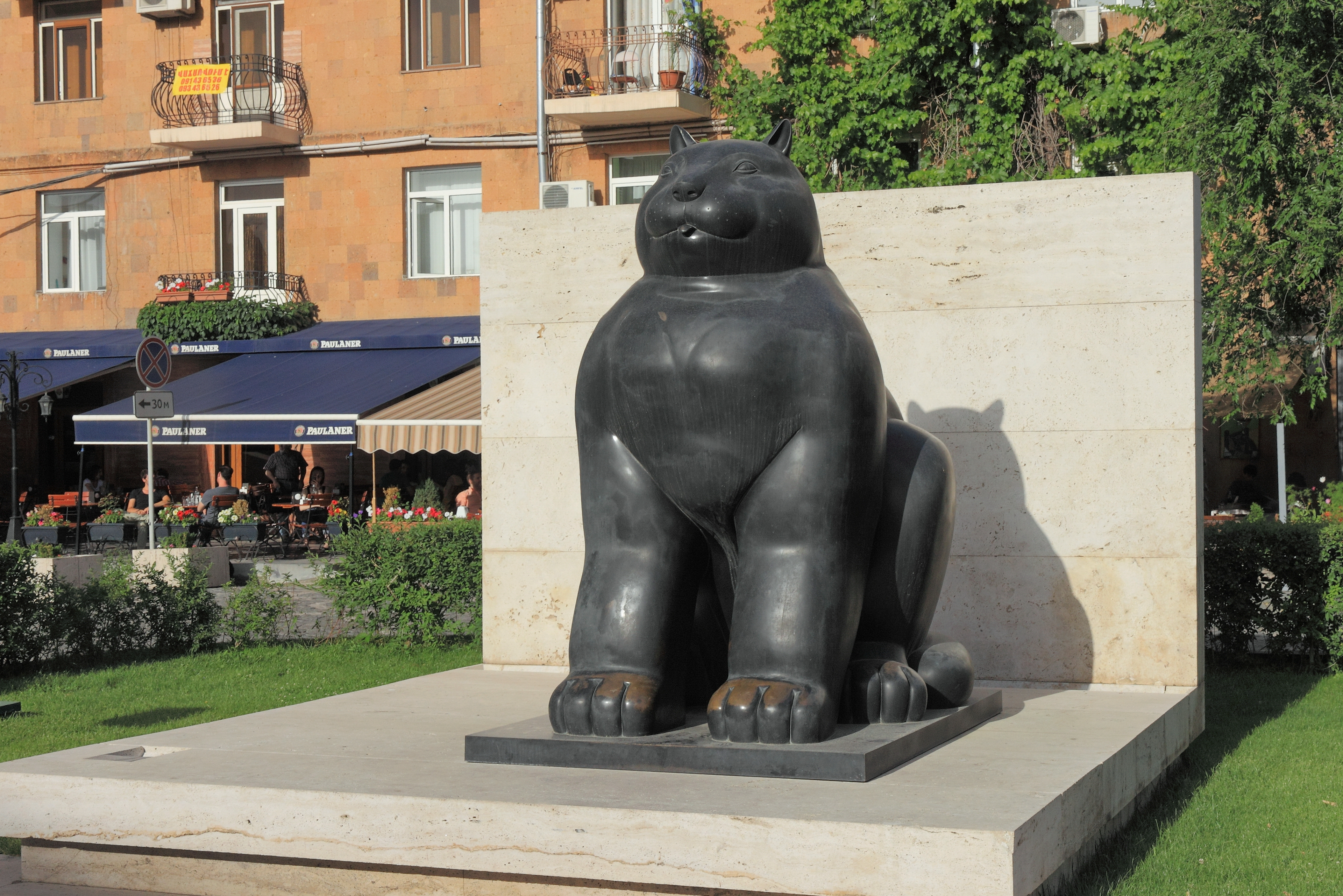
"Gatto" van Fernando Botero
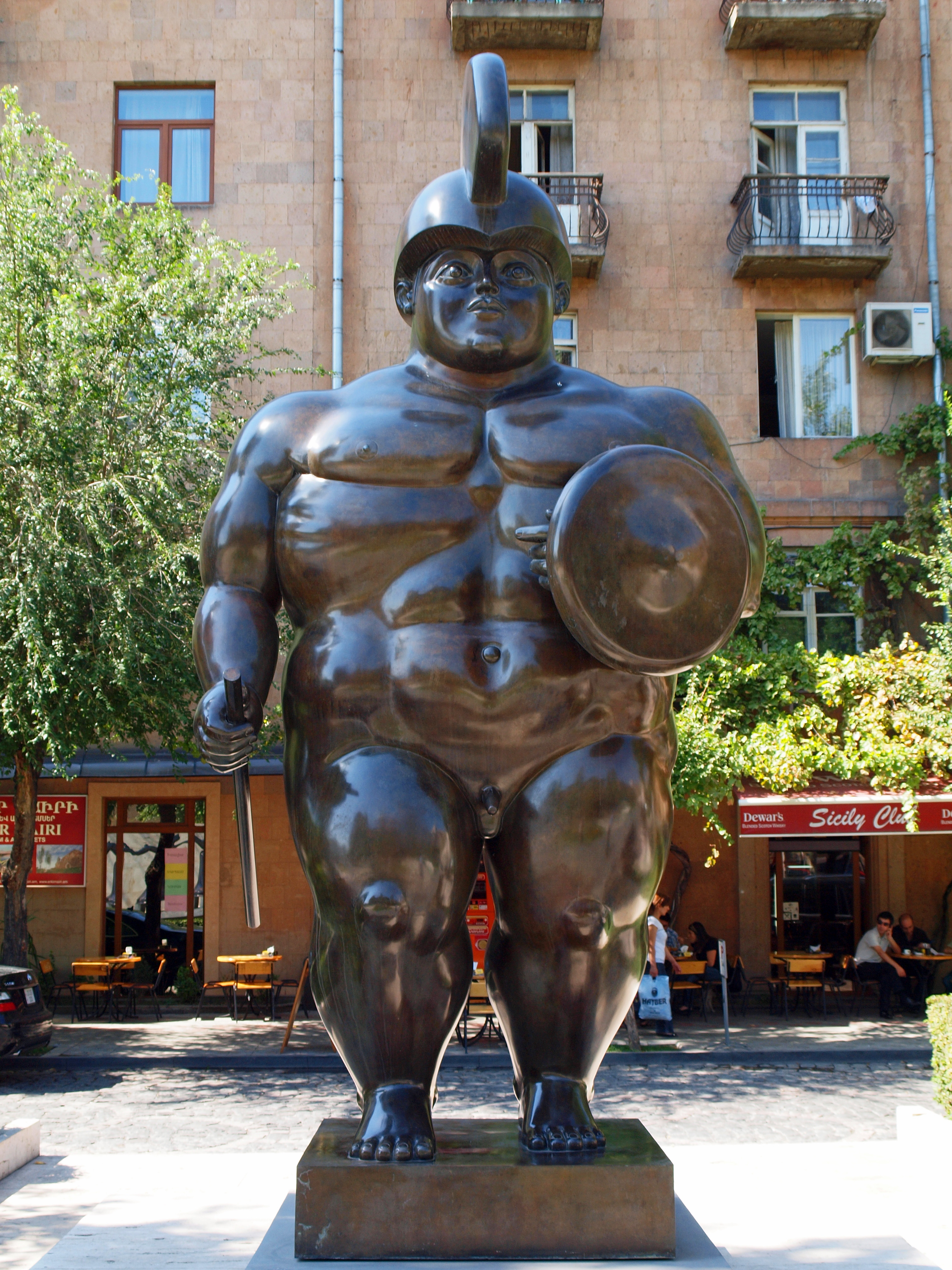
"Romeins strijder" van Fernando Botero
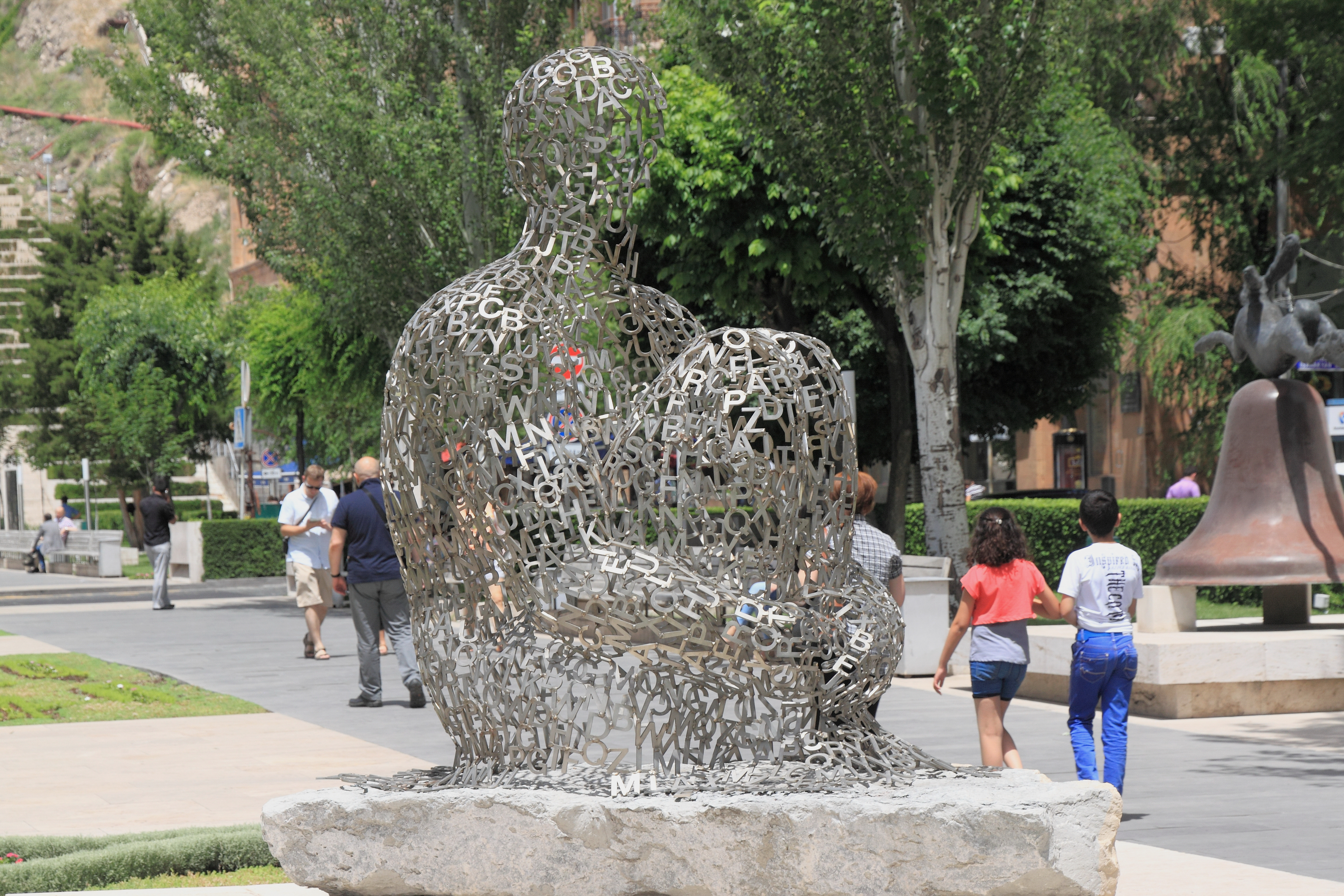
"Shadows I" sculptuur van Jaume Plensa
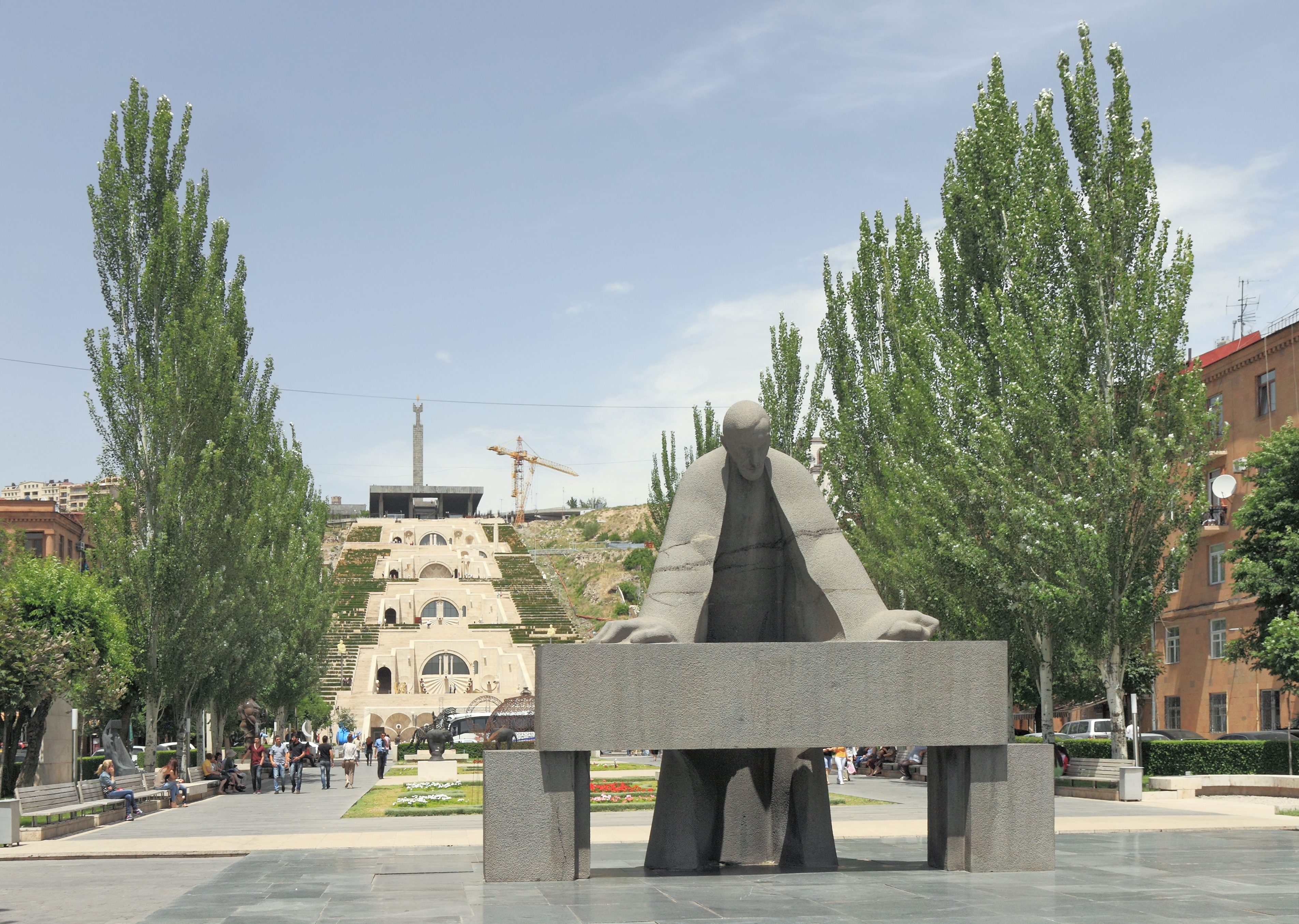
Monument van Alexander Tamanian